# پرچم تورنتو

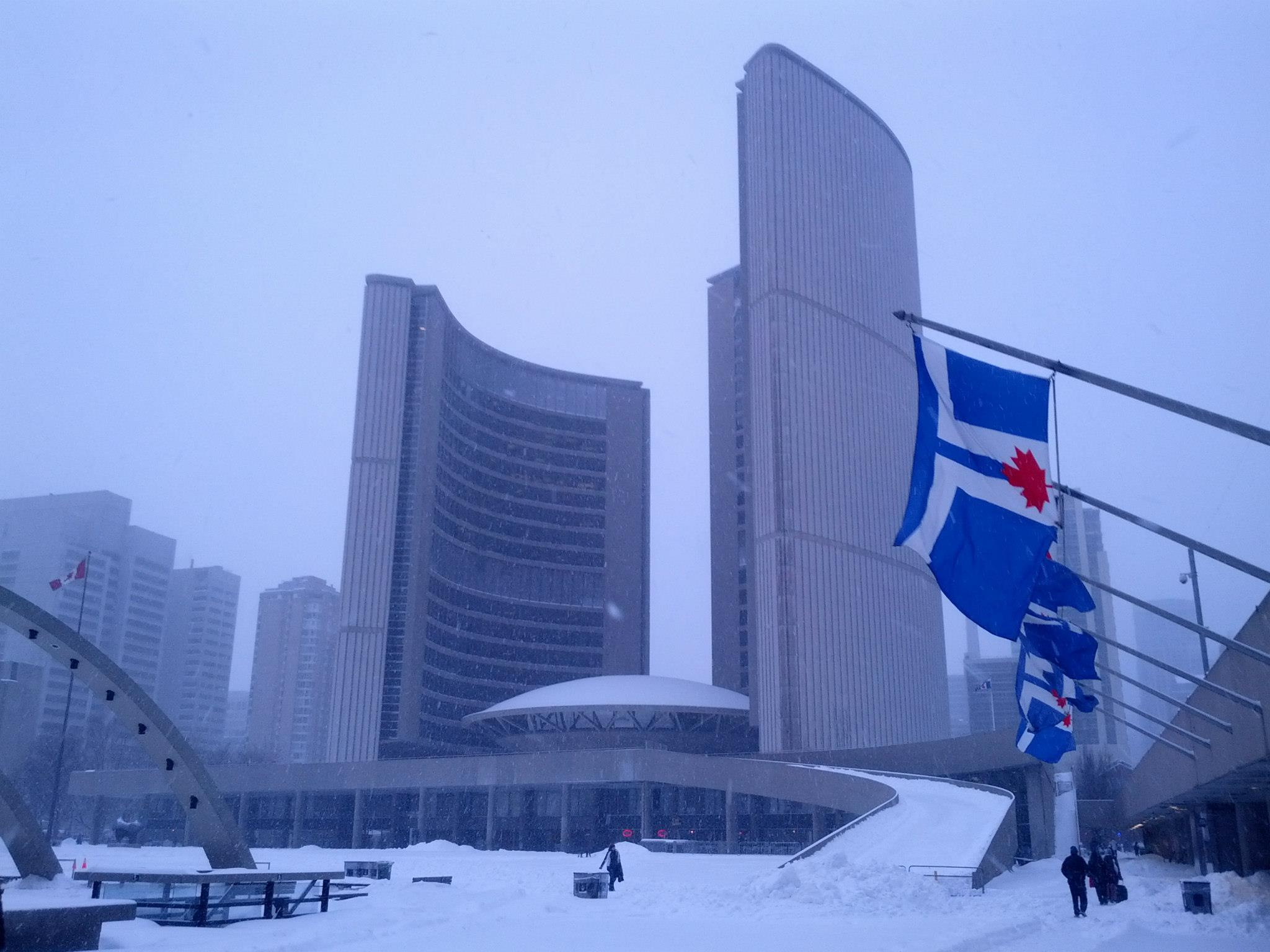
نمایی از پرچم‌های افراشته تورنتو - ۲۰۱۳

پرچم تورنتو در پذیرفته شد.